# Агесилай (дипломат Антигона I Одноглазого)
Агесилай (др.-греч. Ἀγησίλαος) — приближённый и дипломат Антигона I Одноглазого.
В 315 году до н. э. Антигон отправил Агесилая с важным дипломатическим поручением на Кипр. Агесилаю было поручено заручиться поддержкой киприотских царей перед предстоящей Третьей войной диадохов. Ему удалось склонить на сторону Антигона царей Китиона Пигмалиона, Лапитоса Праксиппа, Аматуса Андрокла и Киринии (имя в античных источниках не указано). Одновременно Агесилай не смог убедить Никокреона, наиболее могущественного, из киприотских царей заключить союз с Антигоном. Царь Саламина на Кипре Никокреон в предстоящей войне диадохов предпочёл принять сторону сатрапа Египта Птолемея.
Историки указывают, что Агесилай выполнял крайне важную для Антигона миссию. Это свидетельствует о том, что он играл важную роль при дворе Антигона и пользовался его безусловным доверием. Несмотря на это его имя более в античных источниках нигде не упоминается.